# إيسر بئيري
إيسر بئيري (بالعبرية: איסר בארי، ولد عام 1901، توفي يناير 1958) كان مدير المخابرات الهاغاناه في إسرائيل وكان مسؤولا عن المساعدة على إعادة تنظيم أجهزة الاستخبارات الإسرائيلية في عام 1948، وكذلك أمر بإعدام مئير توبيانسكي، الذي قد أدينوا بتهمة الخيانة ولكن اتضح فيما بعد أن يكونوا أبرياء. وكان المدير المؤسس لدائرة المخابرات الإسرائيلي (بين عامي 1948 و1949)، والتي تحولت فيما بعد إلى مديرية الاستخبارات العسكرية.